# Малая Караганка
Малая Караганка — река в России, протекает по Челябинской области, Оренбургской области. Устье реки находится в 1,5 км по левому берегу реки Большая Караганка. Длина реки составляет 51 км.

## Притоки
- 11 км: Солёная
- 16 км: Чека
- 26 км: Сатубалба

## Данные водного реестра
По данным государственного водного реестра России относится к Уральскому бассейновому округу, водохозяйственный участок реки — Урал от Магнитогорского гидроузла до Ириклинского гидроузла, речной подбассейн реки — подбассейн отсутствует. Речной бассейн реки — Урал (российская часть бассейна).
Код объекта в государственном водном реестре — 12010000312112200002264.